# Jincheon-gun
Jincheon-gun es un condado situado en Chungcheong del Norte (Corea del Sur).

## Clima
| Parámetros climáticos promedio de Jincheon | Parámetros climáticos promedio de Jincheon | Parámetros climáticos promedio de Jincheon | Parámetros climáticos promedio de Jincheon | Parámetros climáticos promedio de Jincheon | Parámetros climáticos promedio de Jincheon | Parámetros climáticos promedio de Jincheon | Parámetros climáticos promedio de Jincheon | Parámetros climáticos promedio de Jincheon | Parámetros climáticos promedio de Jincheon | Parámetros climáticos promedio de Jincheon | Parámetros climáticos promedio de Jincheon | Parámetros climáticos promedio de Jincheon | Parámetros climáticos promedio de Jincheon |
| Mes                                        | Ene.                                       | Feb.                                       | Mar.                                       | Abr.                                       | May.                                       | Jun.                                       | Jul.                                       | Ago.                                       | Sep.                                       | Oct.                                       | Nov.                                       | Dic.                                       | Anual                                      |
| ------------------------------------------ | ------------------------------------------ | ------------------------------------------ | ------------------------------------------ | ------------------------------------------ | ------------------------------------------ | ------------------------------------------ | ------------------------------------------ | ------------------------------------------ | ------------------------------------------ | ------------------------------------------ | ------------------------------------------ | ------------------------------------------ | ------------------------------------------ |
| Temp. máx. media (°C)                      | 3.3                                        | 6.5                                        | 12.3                                       | 19.6                                       | 24.6                                       | 28                                         | 29.6                                       | 30.2                                       | 26.6                                       | 20.8                                       | 13.1                                       | 5.5                                        | 18.3                                       |
| Temp. mín. media (°C)                      | -2.4                                       | -3                                         | 0.5                                        | 6.4                                        | 12.1                                       | 16.4                                       | 17.3                                       | 18.4                                       | 13.9                                       | 8.8                                        | 4.9                                        | 2                                          | 7.9                                        |
| Días de lluvias (≥ 1 mm)                   | 3                                          | 3                                          | 4                                          | 5                                          | 5                                          | 7                                          | 12                                         | 10                                         | 7                                          | 3                                          | 3                                          | 3                                          | 65                                         |
| Fuente: Storm247                           |                                            |                                            |                                            |                                            |                                            |                                            |                                            |                                            |                                            |                                            |                                            |                                            |                                            |

## Economía
A pesar de ser una localidad relativamente pequeña, en Jincheon-gun se han instalado numerosas empresas importantes. Entre las más representativas se encuentran Hyundai Autonet, que trasladó sus antiguas fábricas a Jincheon y comenzó a operar a partir de febrero de 2008.
En Jincheon también hay numerosas empresas relacionadas con el procesamiento de alimentos (CJ CheilJedang, BGF Food, Dongseo Food, Birak, Cheongho Nais y Crown Confectionery), así como industrias manufactureras (Hyundai Mobis, Hanwha Q CELLS Korea, PI Advanced Materials, Dongwon Systems, Daewon Pharmaceutical, Lotte Packaging Solutions y Celltrion).